# Bad Cameo
Bad Cameo è un album in studio collaborativo del cantante e produttore inglese James Blake e del rapper statunitense Lil Yachty, pubblicato il 28 giugno 2024 da Quality Control Music, Motown e Republic Records.

## Tracce
1. Save the Savior – 4:05 (James Blake, Miles Parks McCollum, Dom Maker)
2. In Grey – 6:10 (Blake, McCollum)
3. Midnight – 4:59 (Blake, McCollum, Maker, Daniel Worrall Jacobs)
4. Woo – 2:50 (Blake, McCollum, Maker)
5. Bad Cameo – 3:52 (Blake, McCollum, Maker, Benjamin Saint Fort, Jeremiah Raisen)
6. Missing Man – 3:57 (Blake, McCollum, Maker)
7. Twice – 4:57 (Blake, McCollum, Maker, Jacobs)
8. Transport Me – 4:56 (Blake, McCollum, Maker, Barrington Levy, Paul Love)
9. Run Away from the Rabbit – 3:47 (Blake, McCollum, Maker)
10. Red Carpet – 4:09 (Blake, McCollum)